# Могланешти (Харгита)
Могланешти (рум. Moglănești) насеље је у Румунији у округу Харгита у општини Топлица. Oпштина се налази на надморској висини од 669 m.

## Становништво
Према подацима из 2002. године у насељу је живело 1064 становника.

### Попис2002.
| Расподела становништва по националности 2002.‍ | Расподела становништва по националности 2002.‍ | Расподела становништва по националности 2002.‍ | Расподела становништва по националности 2002.‍ | Расподела становништва по националности 2002.‍ |
| --------------------------------------------- | --------------------------------------------- | --------------------------------------------- | --------------------------------------------- | --------------------------------------------- |
|                                               |                                               |                                               |                                               |                                               |
| Румуни                                        | Румуни                                        |                                               | 691                                           | 65,1%                                         |
| Мађари                                        | Мађари                                        |                                               | 229                                           | 21,6%                                         |
| Роми                                          | Роми                                          |                                               | 142                                           | 13,4%                                         |